# Wiederkehr Village, Arkansas
Wiederkehr Village là một thành phố thuộc quận Franklin, tiểu bang Arkansas, Hoa Kỳ. Năm 2010, dân số của thành phố này là 38 người.

## Dân số
- Dân số năm 2000: 46 người.
- Dân số năm 2010: 38 người.